# Ami Shelef
Ami Shelef (in ebraico עמי שלף‎?; 20 settembre 1936 – 24 dicembre 1988) è stato un cestista israeliano.

## Carriera
Con Israele ha partecipato a tre edizioni dei Campionati europei (1961, 1963, 1965).

## Palmarès
- Campionato israeliano: 3

Hapoel Tel Aviv: 1964-65, 1965-66, 1968-69
- Coppa di Israele: 1

Hapoel Tel Aviv: 1968-69